# Црква Светог Саве у Дрвару
Црква Светог Саве у Дрвару је храм Српске православне цркве и припрада Епархији бихаћко - петровачкој. Саграђен је 1939. године. У овом храму је устоличен први епископ бихаћко - петровачки Хризостом Јевић 1991. године.

## Историја
Саборни храм Светога Саве у Дрвару грађен је у периоду 1932-1936. године. Након завршетка Другог свјетског рата и доласка комуниста на власт, дрварски храм је претворен у магацин соли и брашна. Године 1969, тадашњи епископ далматински, Николај Мрђа успио је да узме кључеве храма и крене да врши богослужења. Храм је освећен 20 година касније, а на дан освећења кумовао је Вељко Губерина, познати београдски адвокат.
Ратним дешавањима у Босни и Херцеговини, српски народ се повукао из Дрвара, а храм опљачкан и девастиран 1995. године. Потписивањем Дејтонског споразума и повратком Срба у Дрвар, кренула је и обнова храма.
У храму Светог Саве налазе се и мошти српских жртава који су у Другом свјетском рату на мучки начин похватани и бачени у Рисовачку јаму у јуну 1941. године, међу којима и свештеномученици Милан Бањац и Милан Голубовић.